# 衡阳县第一中学
衡阳县第一中学（英語：No.1 Middle School Hengyang County）位于湖南省衡阳市衡阳县，为衡阳市公立学校，湖南省示范性中学之一。

## 历史
1945年，“湖南私立光华中学”建立，它是衡阳县第一中学的前身。
中华人民共和国建立后，学校改名为“衡阳县第一中学”。

## 学校文化
校训：诚 智 勇 恒

## 奖项
衡阳县第一中学先后荣获“全面贯彻党的教育方针的模范”、“湖南省文明单位”、“湖南省现代教育技术实验学校”、“湖南省安全文明校园”、“衡阳市绿色学校”、“衡阳市中小学教研教改示范校”等荣誉奖项。